# Frondinodosaria
Frondinodosaria es un género de foraminífero bentónico de la familia Geinitzinidae, de la superfamilia Geinitzinoidea, del suborden Fusulinina y del orden Fusulinida. Su especie tipo es Frondinodosaria pyrula. Su rango cronoestratigráfico abarca desde el Sakmariense superior (Pérmico inferior) hasta el Changhsingiense (Pérmico superior).

## Discusión
Frondinodosaria ha sido considerado un sinónimo posterior de Lingulonodosaria de la Familia Ichthyolariidae, de la Superfamilia Robuloidoidea y del Orden Lagenida.

## Clasificación
Frondinodosaria incluye a las siguientes especies:
- Frondinodosaria densecamerata †
- Frondinodosaria oztumeri †
- Frondinodosaria plana †
- Frondinodosaria pyrula †
- Frondinodosaria semivelata †

Otra especie considerada en Quinqueloculina es:
- Frondinodosaria orthocerina †, de posición genérica incierta